# Gilles Seywert
Gilles Seywert (28 gennaio 1984) è un arciere lussemburghese.

## Palmarès
- Giochi europei

Minsk 2019: argento nel compound.